# Мікеле Ламберті
Мікеле Ламберті (італ. Michele Lamberti, 3 листопада 2000) — італійський плавець.
Призер Чемпіонату світу з плавання на короткій воді 2021 року.
Чемпіон Європи з плавання на короткій воді 2021 року.